# エミール・アルティン
エミール・アルティン（Emil Artin, 1898年3月3日 - 1962年12月20日 ）は、オーストリア出身でのちにドイツ、アメリカ合衆国で活躍した数学者。20世紀を代表する数学者の一人といえる。代数的整数論での業績で著名で、類体論やL-函数の構築に貢献した。群、環、体論にも優れた業績を残している。
同じく数学者のミハイル・アルティンは息子である。ドイツのハンブルクでキャリアを積んでいたが、妻がユダヤ系のためナチスに追われ、1937年アメリカに移住した。1938年から1946年まではインディアナ大学で、1946年から1958年まではプリンストン大学で教鞭をとった。戦後、再びハンブルクに戻った後は、1962年に死亡するまで、そこで働いた。
ファン・デル・ヴェルデンによる抽象代数学の手法は、エミー・ネーターだけでなくアルティンにも部分的に由来するといわれている。弟子には、サージ・ラング、ジョン・テイトなどがいる。

## 生い立ちと教育

### 両親
エミール・アルティンは、オーストリアとドイツのオペレッタ舞台で活動していた soubrette のエマ・マリア（旧姓ローラ、舞台名クラルス）と、オーストリア生まれの オーストリア人 と アルメニア人 の混血のエミール・ハドチャドゥス・マリア・アルティンの間にウィーンで生まれた。彼のアルメニアの姓はアルティニアンであり、アルティンに短縮された。 いくつかの文書、特にエミールの出生証明書は、父の職業を「オペラ歌手」としているが、他の文書では「美術商」としているようである。少なくともエミールとエマが劇場で同僚として出会った可能性は十分に考えられる。彼らは1895年7月24日にセント・スティーブンズ教区で結婚した。

### 初期教育
アルティンは1904年9月におそらくウィーンで学校に入学した。その時点で、彼の父親はすでに進行した 梅毒 の症状に苦しんでおり、次第に精神的な不安定さが増して、最終的にはウィーンから125キロメートル西にある最近設立された（そして帝国が支援した）精神病院に入院した。妻や子供がこの非常に感染力の強い病気にかからなかったことは注目に値する。アルティンの父親は1906年7月20日にそこで亡くなった。若いアルティンは8歳だった。
1907年7月15日、アルティンの母親はルドルフ・ヒュブナーと再婚した。ヒュブナーはリヒテンベルク（現在のチェコ共和国にあるリベレツ）の裕福な製造業の起業家だった。文書証拠によると、エマは前年にはすでにリヒテンベルクに住んでおり、新しい夫に敬意を表して、彼女の音楽キャリアを放棄していた。ヒュブナーは劇場での生活を品位に欠けるものと見なしており、彼の地位に相応しくないと考えていた。
1907年9月、アルティンは Horní Stropnice のフォルクシューレに入学した。その年は家を離れ、地元の農家に寄宿していた。翌年、彼は母親と義父の家に戻り、リヒテンベルクのリアルシューレに入学し、1916年6月まで中等教育を受けた。
リヒテンベルクでは、アルティンは生涯の友人となる若い隣人アーサー・ベアーと知り合った。ベアーは天文学者になり、長年 ケンブリッジ大学 で教鞭をとった。天文学は二人の少年が共有していた興味であり、それぞれが望遠鏡を持っていた。また、彼らは家の間に電信を設置し、ある時ベアーがアルティンに対して彼が発見したかもしれない天文現象—おそらく 超新星 だと思っていた—について興奮して報告し、アルティンに空のどこを見ればよいかを教えた。アルティンは「A-N-D-R-O-M-E-D-A N-E-B-E-L」と短く返信した（アンドロメダ星雲）。
アルティンのリアルシューレでの最初の数年間の学業成績はまちまちだった。たとえば、1911–1912学年度の終わりまで、彼の数学の成績は「genügend」（満足）だった。この時期の数学への傾倒について彼は後に「私自身の数学への偏愛は16歳の時に初めて現れた。それ以前には、何か特別な才能があったとは決して言えなかった」と述べている。1912年のフランス語の成績は「nicht genügend」（不満足）だった。物理学と化学ではかなり良い成績を収めたが、1910年から1912年までの「行動」の成績は「nicht genügend」だった。
アルティンは1912–1913学年度をフランスで過ごし、この期間を彼の人生で最も幸せな時期の一つと後に語った。その年、彼はエドモンド・フリッツの家族と共に パリ の近くで生活し、そこで学校に通った。フランスからリヒテンベルクに戻ったとき、彼の学業は著しく改善し、ほぼすべての科目で「gut」または「sehr gut」（良好または非常に良好）の成績を安定して受けるようになった—フランス語や「行動」においても。1916年6月にリアルシューレでの学業を終えたとき、彼は「特別優秀」としての Reifezeugnis（卒業証書—アビトゥーアとは異なる）を授与された。

### 大学教育
大学での学びに進む時が来たとき、アルティンはリヒテンベルクを離れることに満足していたに違いない。義父との関係はこじれていたからである。彼によると、ヒュブナーは「昼夜問わず」彼が金銭的負担であることを非難し、アルティンが大学講師や教授になった後も、彼の学問的キャリアを自己満足的であり、そのわずかな報酬を軽蔑していた。
1916年10月、アルティンは ウィーン大学 に入学し、数学に集中することとなった。彼はそこで フィリップ・フルトヴェングラー とともに学び、天体物理学 や ラテン語 のコースも受講した。
ウィーンでの学びは、1918年6月にアルティンがオーストリア軍に徴兵されたことで中断された（彼の軍の写真IDは1918年7月1日の日付）。彼はK.u. K.第44歩兵連隊に配属され、イタリア戦線のドロミテ山脈のふもとにあるプリモラーノに駐屯していた。彼はイタリア語を知らないにもかかわらず、通訳としてのサービスを志願し、戦闘を回避することができた。もちろん彼はフランス語とラテン語を知っており、一般的に学習が早く、戦争の激しい戦場での理性的な恐怖に駆られていた。イタリア語を少しでも学ぼうと奮闘し、百科事典を参照してオーストリアの宿舎に侵入したゴキブリに対処する方法を調べた。記事はさまざまな技術的方法を説明し、最終的には—アルティンは後年に笑いながら回想した—「la caccia diretta」（「直接狩猟」）で締めくくられていた。実際、「la caccia diretta」は彼と彼の歩兵仲間が採用した直接的な方法だった。
アルティンはイタリア戦線で戦争と害虫を生き延び、1918年末にウィーン大学に戻り、翌年のイースターまでそこに留まった。
1919年6月までに、彼はライプツィヒに移り、そこで「Class 2 Auditor」（「Hörer zweiter Ordnung」）として大学に入学した。同年末に、アルティンはライプツィヒのオーバーリアルシューレの学術委員会による資格試験を受け、その結果「gut」（良好）の成績で合格し、リヒテンベルクで受け取った Reifezeugnis（リヒテンベルクのリアルシューレで6年間の学業完了を満足と見なす卒業証書）の2回目の証明書を受け取った。このライプツィヒの Reifezeugnis がリヒテンベルクで授与されたものと技術的にどのように異なるかは文書からは明確ではないが、通常はアビトゥーアが必要な大学での正規入学資格が与えられたことは明らかである。
1919年から1921年6月まで、アルティンは主にライプツィヒで数学の研究を行った。彼の主要な教師および論文指導教官は グスタフ・ヘルグロッツ だった。さらに、アルティンは化学やさまざまな物理学の分野、包括的に 力学、原子論、量子論、マクスウェル理論、放射能、および 天体物理学 のコースも受講した。1921年6月、彼は「優れた」論文「Quadratische Körper im Gebiete der höheren Kongruenzen」（「有限体上の二次体の算術について」）に基づいて哲学博士号を授与され、その口頭試験も「非常に優れた成功」で合格したと証明された。
1921年秋、アルティンは当時「数学のメッカ」と見なされていた ゲッティンゲン大学 に移り、リチャード・カウラン と ヒルベルト のもとで1年間の博士後研究を行った。ゲッティンゲンでは エミー・ネーター や ヘルムート・ハッセ と密接に協力していた。
音楽に対するアルティンの深いかつ生涯にわたる関心の最初の文書証拠は、ゲッティンゲンでの1年間から来ている。彼はそこで リチャード・カウラン が主催する室内楽のセッションに定期的に招待され、すべての鍵盤楽器を演奏し、特にフルートの名手であったが、どのような指導を受けてこれらの楽器に熟達したかは正確には知られていない。彼は特に ヨハン・セバスティアン・バッハ の音楽に没頭していた。

## 経歴

### ハンブルクでの教授職
クーラントはアルティンが1922年夏にゲッティンゲンで奨学金を受ける手配をしたため、アルティンはキール大学からのポジションを辞退したが、同年10月、アルティンはハンブルク大学の同等のポジションを受け入れ、1923年にはドイツで教授職を得るために必要なハビリテーション論文を完成させ、7月24日に「プライベートドイツェント」の地位に昇進した。
1925年4月1日、アルティンは准教授（außerordentlicher Professor）に昇進した。同年、アルティンはドイツ国籍を取得し、1926年10月15日に正式な教授（ordentlicher Professor）に昇進した。
1925年の初夏、アルティンはカッセル近くのウィルヘルムスハウゼンで開催されたワンダーフーゲル青少年運動の大会に参加し、その夏の後半にアイスランドを旅するための仲間を集める意向を示した。アイスランドは（アメリカおよびイギリスの部隊が第二次世界大戦中に駐留する以前は）まだ未開の国で、人口はまばらで交通インフラも整っていなかった。アルティンは6人の若者を見つけ、この冒険に参加させることに成功しました。1925年8月後半に、グループはハンブルクからスチーマーで出発し、ノルウェーに向かい、そこから別のスチーマーに乗り換えてアイスランドに向かい、いくつかの小さな東フィヨルドの港に立ち寄りながら目的地である北アイスランドのフーズアヴィークに到着した。ここでワンダーフーゲルのグループは下船し、最初の目標であるラクサ川を湖ミーヴァトンまでトレッキングした。彼らは大きく不規則な湖を一周し、農家や納屋、時にはテントに宿泊した。納屋で寝るときは、湿った藁や干し草の上で寝ることが多く、ベッドで寝る場合でも雨が草の屋根を通ってほとんど湿っていて、テントも漏れていた。
アルティンはこの旅行の詳細な日誌を記録し、整然とした小さな字で毎日書いた。彼といくつかの若者はカメラを持参していたため、この旅行は約200枚の小さな写真で文書化されている。アルティンの日誌は、プレートの境界の上にあるこの中西部の島の地質学に対する彼の大きな関心を示している。
ワンダーフーゲルの精神に従い、アルティンと彼の仲間は訪れた場所で音楽を持ち歩いた。若者たちはギターとヴァイオリンを持参し、アルティンは孤立した農家に一般的に存在するハーモニウムを演奏した。グループは定期的にアイスランドのホストを楽しませたが、必ずしも宿泊と引き換えにではなく、善意のためであり、時には追加の食事や控えめな割引料金を得ることがあった。
ミーヴァトン湖からアルティンと彼の仲間はアクレイリに向かい、途中で大きな滝ゴザフォスを通過した。アクレイリから彼らは西のオクスダール（オックスバレー）を下り、高く荒涼とした内陸を徒歩で横断するために荷物を運ぶ馬を借りるつもりだったが、スカガフィヨルズルの下端に到達した時点で、彼らが馬を借りることを希望していた地元の農夫に説得され、冬が近づくにつれて高地のルートはすでに雪に覆われて通行不可能であると言われた。彼らは南に向かう代わりに北のシグルフヨルズルに向かい、そこで別のスチーマーに乗り込み、西の半島を回り、海岸を下ってレイキャビクに到着した。レイキャビクから彼らはノルウェー経由でハンブルクに帰った。アルティンによれば、アイスランドを徒歩で移動した距離は合計450キロメートルでした。
1926年初頭、ミュンスター大学がアルティンに教授職を提供したが、ハンブルク大学が経済的に対抗し、（前述のように）彼を正式な教授に昇進させた。これにより、彼は若い同僚ヘルムート・ハッセと共に、ドイツで最も若い数学の教授の一人となった。
この時期に、彼は生涯のニックネーム「マ（Ma）」を取得した。これは数学の短縮形で、彼は本名よりもこのニックネームを好んだ。このニックネームは、彼の狭い知的焦点を意味しているように見えるかもしれないが、実際のアルティンはその逆であった。彼のハンブルク大学での教えは、数学の厳密な境界を超え、力学や相対性理論を含んでいた。彼は天文学、化学、生物学の進展にも真剣に追いつき（彼は優れた顕微鏡を所有し使用していました）、ハンブルクでの彼の友人たちは彼の広範な興味を示している。彼の友人には、画家ハインリッヒ・シュテーゲマン、作家兼オルガンビルダーのハンス・ヘニー・ヤーンなどがいる。シュテーゲマンは特に親しい友人で、アルティン、彼の妻ナターシャ、および彼らのハンブルク生まれの2人の子供の肖像画を描いた。音楽は彼の生活で重要な役割を果たし続け、彼はノイペルトのダブルマニュアルハープシコードやハンブルクの製作によるクラヴィコード、ハンブルクで製作された銀製のフルートを入手し、室内楽の集まりでは、ゲッティンゲンのクーラントの家と同様に、アルティンのアパートメントで定期的なイベントとなった。
1929年8月15日、アルティンはナタリア・ナウモヴナ・ヤスニ（ナターシャ）と結婚しました。彼女はアルティンのいくつかのクラスの学生であったロシア移民の若い女性でした。彼らの共通の興味の一つは写真であり、アルティンは彼らが共用するためにライカ（ライカA、初の商業モデル）を購入しました。ナターシャは家族の生活やハンブルクの街を記録しました。次の10年間、ナターシャはアルティンの最も優れた画像を撮影し、アルティンもナターシャの多くの良い肖像画を撮影しました。プロのダークルームにアクセスできなかったため、彼らのフィルムとプリントは、それぞれのアパートメントの小さなバスルームで仮設のダークルームを設置して開発する必要がありました。その仮設のダークルームにもかかわらず、ナターシャの写真の芸術的なレベルの高さは、2001年にハンブルクの美術工芸博物館で開催された展覧会とカタログ「ハンブルク—私が見たように」によって証明されています。
1930年、アルティンはチューリッヒのETH（エトゲノスシェ・テクニシュ・ホッホシューレ）での教授職を提供されました。このポジションは、ゴッティンゲンに移ったヘルマン・ワイルの後任としてのものでした。しかし、アルティンはハンブルクに留まることを選びました。2年後の1932年、数学の発展に寄与したとして、アルティンはエミー・ノーターと共同でアッカーマン＝トイブナー記念賞を受賞しました。この賞には500マルクの助成金が付いていました。

### ナチス時代
1933年1月、ナターシャは第一子カリンを出産しました。その1年半後の1934年夏には、息子ミハエルが生まれました。ハンブルクでの政治的な状況は、1935年までに数学部がユダヤ人や異議を唱える教授たちによって浄化されるほど毒性が強くはありませんでしたが、ナターシャが半ユダヤ人であり、またアルティンがヒトラー政権に対する嫌悪を隠さなかったため、アルティンの状況は次第に厳しくなっていきました（彼は1933年の「ドイツの大学と高等学校の教授たちによるアドルフ・ヒトラーとナチス国家への忠誠の誓い」に署名したと言われていますが、彼自身は自分の名前が知らないうちに追加されたと述べています）。ある時、ナチス党員でありながらもアルティン一家の福祉に気を使っていたヴィルヘルム・ブラシュケが、アルティンに対して教室のドアを閉めて、廊下を通る人々に自分の率直な反ナチコメントが聞かれないようにするように、ひそかに警告しました。
ナターシャはある日、新聞スタンドに行くと、自分たちが新聞を買っていた男性から、彼らのアパートを通りにいる人が毎日見守っているという秘密の警告を受けました。その後、ナターシャとアルティンはその見守り手に気をつけ、長い散歩をカフェに向かって歩く際にもその見守り手を意識しました。
その見守り手にからかうのは一つのことですが、実際の状況は着実に深刻になっていました。ナターシャのユダヤ人の父親と姉妹は、1933年の夏にすでにアメリカに移住していました。半ユダヤ人であるナターシャの地位は、最終的には完全に絶望的ではありませんでしたが、良くはありませんでした。ハッセは、ブラシュケと同じくナチス政権の民族主義的支持者でありながら、反ユダヤ主義者ではありませんでした。彼は長年の友人であり同僚であるアルティンのために、二人の子供たち—ナチスの言葉で「ミシュリング」第二級（つまりユダヤ人の血が25％）—が、いくつかの戦略的な糸を引くことで正式に「アーリア化」されるかもしれないと提案しました。ハッセは教育省（Kultur- und Schulbehörde, Hochschulwesen）に対する影響を行使すると申し出ました。アルティンは父親に妻ナターシャの母親のキリスト教系の家系についての宣誓書を草案して公証させるように依頼しましたが、この宣誓書を教育省に提出したにもかかわらず、効果はありませんでした。
その時点で、1937年7月15日に、ナターシャが「ミシュリング第一級」であるため、アルティンは大学での職を失いました—正式には早期退職を強制されました—これは、1933年4月7日の「公務員職の回復法（Gesetz zur Wiederherstellung des Berufsbeamtentums）」第6条に基づくものでした。皮肉なことに、彼は数ヶ月前の1937年2月8日に、スタンフォード大学からのオファーを受け入れるために大学を休職する申請をしていました。1937年3月15日に返答があり、彼の大学に対するサービスが不可欠であるという理由で休職申請は拒否されました（「アルティン教授の活動はハンブルク大学にとって欠かせないものである…」）。
1937年7月には、スタンフォード大学でのポジションはすでに埋まっていました。しかし、ニューヨーク大学のリチャード・クーラントとプリンストン大学のソロモン・レフシェッツの努力により、ノートルダム大学（インディアナ州サウスベンド）でのポジションが見つかりました。

### アメリカへの移住
家族はアメリカへの移住の準備に追われました。これには、家全体を発送するための準備が含まれました。ドイツの法律では、移住者が国外に持ち出せる金額は限られていたため、アルティン一家は家全体を発送するために全資金を投入しました。これが、アメリカでのそれぞれの住居がハンブルクのアパートと非常に似ている理由です。
1937年10月21日にハンブルク・アメリカラインの船に乗る予定の朝、娘カリンが高熱を出しました。この機会を逃すとナチス・ドイツからの脱出の窓が永遠に閉じるかもしれないと恐れたアルティンとナターシャは、税関職員や移民官に気づかれないようにカリンの状態を隠すことを選びました。彼らはカリンの発熱状態を隠すことに成功し、問題なく船に乗り込みました。1週間後にホーボーケン（ニュージャージー州）に到着したとき、リチャード・クーラントとナターシャの父親であるロシアの農業者ナウム・ヤスニが家族をアメリカに歓迎しました。

### ブルーミントン時代
1937年11月初旬、サウスベンドに到着し、アルティンはノートルダム大学の教員に加わり、その学年の残りの期間を教えました。翌年には、170マイル南のインディアナ大学ブルーミントン校での常任ポジションが提供されました。家族がブルーミントンに再定住した直後の1938年11月12日に、第2子トーマスが生まれました。
ブルーミントンに移住した後、アルティンはすぐにピアノを購入し、その後、J.S.バッハの作品を演奏するために主に使用する新しく発明された電子楽器であるハモンドオルガンも購入しました。この楽器は、バッハの作品全てに必要な範囲には足りないため、彼はその範囲を拡張することにしました。音楽はアルティン一家の生活に常に存在していました。カリンはチェロやピアノを演奏し、ミハエルはバイオリンを演奏しました。ハンブルクと同様に、アルティン家のリビングルームは定期的にアマチュア室内楽の演奏の場となりました。
アルティンの大学での友人たちは、彼の広範な文化的・知的興味を反映していました。彼らの中には、心理学部のアルフレッド・キンゼイとその妻、そして美術、芸術史、人類学、ドイツ文学、音楽学の著名な学者たちが含まれていました。数回の夏学期には、アルティンは他の大学で教職を受け入れました。すなわち、1939年と1940年のスタンフォード大学、1941年と1951年のミシガン大学アナーバー校、1953年のコロラド大学ボルダー校です。これらの機会に、家族も共に移動しました。
アルティンは家ではドイツ語だけを話すように強く主張しました。アメリカで生まれたトムでさえ、最初の言語はドイツ語であり、英語は兄弟や近所の遊び友達から習得したものでした。彼の人生の最初の4、5年間、彼は強いドイツ語訛りの英語を話していました。家族のドイツ文化的遺産を維持するという彼の方針に従い、アルティンは子供たちに定期的にドイツ文学を声に出して読むことを非常に重視しました。テキストは頻繁にゲーテの自伝的著作『詩と真実』や、例えば彼の詩「魔王」からのものでした。時折、英語のテキストも読みました。お気に入りはマーク・トウェインの『トム・ソーヤーの冒険』、チャールズ・ディケンズの『クリスマス・キャロル』、そしてオスカー・ワイルドの「キャンタービルの幽霊」でした。アルティンの子供たちにとって、これらの朗読は厳格に禁止されたラジオの娯楽の代わりとなりました。ラジオはありましたが、（注目すべき例外として、E・パワー・ビッグスによるケンブリッジのブッシュ＝ライジンガー博物館のオルガンでの聴取は除き）主に戦争のニュースを聞くためだけにオンにされていました。同様に、アルティンの家庭にはテレビも長年にわたり持ち込まれることはありませんでした。戦争が終わった後、ラジオは暗いクローゼットの奥にしまわれました。
ドイツ市民であったアルティンとナターシャは、戦争の間、技術的には敵国人と分類されていました。1945年4月12日、ヨーロッパでの戦争の終結が数週間先に迫る中、彼らはアメリカ市民権の取得を申請しました。アメリカ市民権は1946年2月7日に付与されました。
慢性的な咳について相談したハンブルクの医師の指示で、アルティンは何年も前に喫煙をやめていました。彼はアドルフ・ヒトラーが権力を握っている限り喫煙しないと誓っていました。1945年5月8日、ドイツの降伏と第三帝国の崩壊の知らせを受けて、ナターシャがこの誓いを思い出させた際、彼はシャンパンの乾杯の代わりに1本の祝賀的なタバコを吸うことにしました。不幸なことに、その1本のタバコが2本目、さらにその後のタバコにつながりました。アルティンはその後の人生で喫煙に戻ることとなりました。

### プリンストン時代
ゴッティンゲンが1920年代と1930年代初頭の数学の「メッカ」であったなら、ナチスによるドイツ数学の壊滅後、プリンストンは1940年代の数学界の中心地となりました。1946年4月、アルティンはプリンストン大学の教授に任命され、年俸は8,000ドルでした。家族は1946年の秋にプリンストンに移りました。
プリンストンでの彼の大学院生の中には、セルジュ・ラング、ジョン・テイト、ハロルド・N・シャピロ、そしてO・ティモシー・オメアラが含まれます。エミールは毎年、フレッシュマンの微積分のオナーズセクションも教えました。彼はその教えの優雅さで有名でした。フライとロケットは、アルティンの「主要なコミュニケーション手段は教えと会話であり、グループやセミナー、小さなサークルでのものであった」と書いています。「彼に近しい人々からの多くの証言があり、彼が誰とでも素朴なコミュニケーションを取り、要点をすぐに把握することを要求しつつも、必要な説明を疲れることなく行ったと述べています。彼はあらゆる提案に対してオープンで、喜んで自分の知識を分かち合いました。彼は教えることが好きで、若い学生にも教えました。彼の素晴らしい講義は常に良く準備されていましたが、書き込みなしで行われ、その明確さと美しさで称賛されました。」
数学が科学かどうか尋ねられると、アルティンはためらうことなく「いいえ、芸術です」と答えました。彼の説明は次のとおりです：「[数学者たちは]皆、数学が芸術であると信じています。本の著者や教室での講師は、数学の構造的美しさを読者や聞き手に伝えようとします。この試みにおいて、彼は常に失敗しなければなりません。数学は確かに論理的であり、すべての結論は以前に導かれた声明から導き出されます。しかし、全体としては、本物の芸術作品は直線的ではなく、それを認識することは瞬時でなければなりません。私たちは皆、稀に、私たちの聴衆が一目で全体の構造とそのすべての影響を見ることができたときの高揚感を経験しています。」
プリンストン時代、アルティンはSky and Telescopeという雑誌で見つけた設計図をもとに、6-インチ (15 cm)の反射望遠鏡を作りました。彼は数週間地下室で鏡を仕様に合わせて磨こうとしましたが、成功しませんでした。鏡の磨きに成功しないことによるフラストレーションが増しました。その後、カリフォルニアで講演を行った際に、マウント・ウィルソン天文台に立ち寄り、天文学者たちとプロジェクトについて議論しました。彼らの技術的なアドバイスや、ナターシャの直感的な提案（地下室は寒すぎるので、暖かい書斎で試すべきだという提案）があったおかげで、彼は数日で鏡の研磨を完了しました。この望遠鏡を使って、彼はプリンストンの夜空を観察しました。
1955年9月、アルティンは日本への訪問を受け入れました。彼の手紙から、日本の数学コミュニティによって王族のように扱われ、国に魅了されたことが明らかです。彼は様々なスレッドの仏教について学び、その聖地を訪れることに興味を持っていました。手紙の中で彼は奈良の寺院訪問について説明しています。「次に近くの場所、法隆寺に連れて行かれました。そこには非常に美しい仏教寺院があります。私たちは住職に迎えられ、僧侶が英語に翻訳してくれました。現代仏教についての最初の合理的な説明を得ることができました。そのような説明を得るのは非常に困難です。まず、日本の多くの人々は私たちの質問を理解していません。すべてのことは複雑で、多くの宗派があり、それぞれが異なる理論を持っています。情報は断片的にしか得られないため、それをまとめることはできません。その結果、ばかげた絵が出来上がります。私は現在の形態について話しているのです。」 
彼の手紙は、仏教信仰の一般的な終末論的な枠組みについて詳細に説明しています。その後、彼は「ちなみに、禅が瞑想のために出した問題は次のようなものです。手を叩くと、音は左手から来るのか、右手から来るのか？」と追加しました。

## ハンブルクへの帰還と私生活
翌年、アルティンは移住以来初めてドイツに帰国するために休暇を取りました。ほぼ20年ぶりの帰国でした。彼は秋学期をゲッチンゲンで、次の学期をハンブルクで過ごしました。クリスマス休暇には故郷のウィーンに旅行し、母を訪ねました。ウィーンは数十年ぶりに訪れる街でした。帰国の経験について、彼は手紙で奇妙に簡潔な一文でこう表現しました。「ウィーンを再び歩くのは、なんとなく楽しいことです。」1957年には、フライブルク大学から名誉博士号が授与されました。その秋、彼はプリンストンに戻り、同校での最後の学年を迎えました。1957年にはアメリカ芸術科学アカデミーのフェローに選ばれました。
この時点で、アルティンとナターシャの結婚は深刻にこじれていました。名目上は夫婦として同じ家に住んでいましたが、実質的には別々の生活をしていました。アルティンはハンブルクでの教授職のオファーを受け、プリンストンの春学期が終了すると、1958年に永住するためにドイツに移りました。プリンストン大学とアメリカ合衆国を離れる決断には複数の要因が絡んでおり、特に当時のプリンストンの65歳という強制退職年齢が顕著でした。アルティンは教えることや学生との直接的な関わりを退くつもりはありませんでした。ハンブルクからのオファーは期限がなく、彼の希望に応えていました。
アルティンとナターシャは1959年に離婚しました。ハンブルクでは、アルティンはアパートを借りていましたが、すぐにウィーンから呼び寄せた母にそのアパートを譲り、自身は同じ地区の数学者ヘル・ブラウンのアパートに引っ越しました。彼らは結婚しませんでしたが、その関係は結婚に相当するものでした。1961年1月4日、彼はドイツ国籍を取得しました。1962年6月、ブレーズ・パスカルの死去300周年を記念して、クレルモン＝フェラン大学から名誉博士号が授与されました。同年12月20日、アルティンはハンブルクの自宅で心臓発作により64歳で亡くなりました。
ハンブルク大学は、2005年4月26日に彼の記憶を称えて、同大学の新しく改装された講義室の一つに「エミール・アルティン講義室」という名前を付けました。

## 影響と業績
アルティンは20世紀の主要な代数学者の一人であり、セルジュ・ラングとジョン・テイトによって編集された「コレクテッド・ペーパーズ」の1巻だけでは計り知れないほどの影響力を持っていました。彼は代数的数論の分野で活躍し、類体論や新しいL関数の構成に大きく貢献しました。また、環、群、体の純粋理論にも貢献しました。バーテル・レーンデルト・ファン・デル・ワールデンによる抽象代数学の影響力のある取り扱いは、アルティンとエミー・ノーザーのアイデアに部分的に由来すると言われています。アルティンは1927年にヒルベルトの第17問題を解決しました。また、ブレイド理論を代数的位相幾何学の一分野として発展させました。
1955年、アルティンはニューヨーク大学で幾何学の基礎を教えていました。彼はそのノートを基に1957年に「幾何学代数」を出版し、シンプレクティック幾何学を含む内容に拡張しました。
アルティンはまた、ガロア理論や群コホモロジーアプローチによる類体論（ジョン・テイトとの共著）などの重要な解説者でもありました。彼の定式化は標準となりました。

## 予想
彼は「アルティンの予想」として知られる2つの予想を残しました。最初はガロア群の線形表現に対するアルティンL関数に関するものであり、2番目は、与えられた整数 a が素数 p に対して原始根である頻度に関するものです。これらは未解決のままであり、1967年にクリストファー・フーリーが一般化リーマン予想の特定のケースを仮定して2番目の予想の条件付き証明を発表しました。

## 研究の指導
アルティンは30人以上の博士課程の学生を指導しました。その中にはベルナール・ドワーク、セルジュ・ラング、コラグンタ・ゴパライヤー・ラマナサン、ジョン・テイト、ハロルド・N・シャピロ、、ハンス・ザッセンハウス、マックス・ゾルンが含まれます。彼の学生のより完全なリストは数学系譜プロジェクトのウェブサイト（下の「外部リンク」を参照）で確認できます。

## 家族
1932年、彼はロシア生まれで（母はクリスチャン、父はユダヤ人）混血の背景を持つナターシャ・アーティン・ブルンシュウィックと結婚しました。 アルティン自身はユダヤ人ではありませんでしたが、妻の人種的地位のために1937年に大学の職を解任されました。彼らには3人の子供があり、その中の1人がアメリカの代数幾何学者でマサチューセッツ工科大学の名誉教授であるマイケル・アルティンです。娘のカリン・アルティンはジョン・テイトの最初の妻でした。

## 著作
- Artin, Emil (1964), The gamma function., Athena Series: Selected Topics in Mathematics, New York-Toronto-London: Holt, Rinehart and Winston, MR0165148 Reprinted in (Artin 2007)
- Artin, Emil (1947), “Theory of braids”, Ann. of Math., 2 48 (1):  101–126, doi:10.2307/1969218, ISSN 0003-486X, JSTOR 1969218, MR0019087
- Artin, Emil (1998), Galois Theory, Dover Publications, Inc., ISBN 0-486-62342-4[13]  Reprinted in (Artin 2007)
- Artin, Emil; Nesbitt, Cecil J.; Thrall, Robert M. (1944), Rings with Minimum Condition, University of Michigan Publications in Mathematics, 1, Ann Arbor, Mich.: University of Michigan Press, MR0010543[14]
- Artin, Emil (1955), Elements of algebraic geometry, Courant Institute of Mathematical Sciences, New York University
- Artin, Emil (1958), A Freshman Honors Course in Calculus and Analytic Geometry, University of Buffalo, ISBN 0-923891-52-8
- Artin, Emil (1959), Theory of algebraic numbers, Göttingen: Mathematisches Institut, MR0132037[15] Reprinted in (Artin 2007)
- Artin, Emil (1988), Geometric Algebra, Wiley Classics Library, New York: John Wiley & Sons Inc., pp. x+214, doi:10.1002/9781118164518, ISBN 0-471-60839-4, MR1009557[16]
- Artin, Emil (1982), Lang, Serge; Tate, John T., eds., Collected papers, New York-Berlin: Springer-Verlag, ISBN 0-387-90686-X, MR0671416
- Artin, Emil (2006), Algebraic numbers and algebraic functions., Providence, RI: AMS Chelsea Publishing, doi:10.1090/chel/358, ISBN 0-8218-4075-4, MR2218376[17]
- Artin, Emil. (1898–1962) Beiträge zu Leben, Werk und Persönlichkeit, eds., Karin Reich and Alexander Kreuzer (Dr. Erwin Rauner Verlag, Augsburg, 2007).
- Artin, Emil; Tate, John (2009), Class field theory, AMS Chelsea Publishing, Providence, RI, pp. viii+194, ISBN 978-0-8218-4426-7, MR2467155
- Artin, Emil (2007), Rosen, Michael, ed., Exposition by Emil Artin: a selection., History of Mathematics, 30, Providence, RI: American Mathematical Society, ISBN 978-0-8218-4172-3, MR2288274 Reprints Artin's books on the gamma function, Galois theory, the theory of algebraic numbers, and several of his papers.

## 関連文献
- Schoeneberg, Bruno (1970). “Artin, Emil”. Dictionary of Scientific Biography. Vol. 1. New York: Charles Scribner's Sons. pp. 306–308. ISBN 0-684-10114-9.
- Zassenhaus, Hans (Jan 1964). “Emil Artin, His Life and His Work”. Notre Dame Journal of Formal Logic 5 (1):  1–9. doi:10.1305/ndjfl/1093957731.